# Rhodanthemum depressum
Rhodanthemum depressum là một loài thực vật có hoa trong họ Cúc. Loài này được (Ball) "B.H.Wilcox, K.Bremer & Humphries" miêu tả khoa học đầu tiên năm 1993.